# TSMC

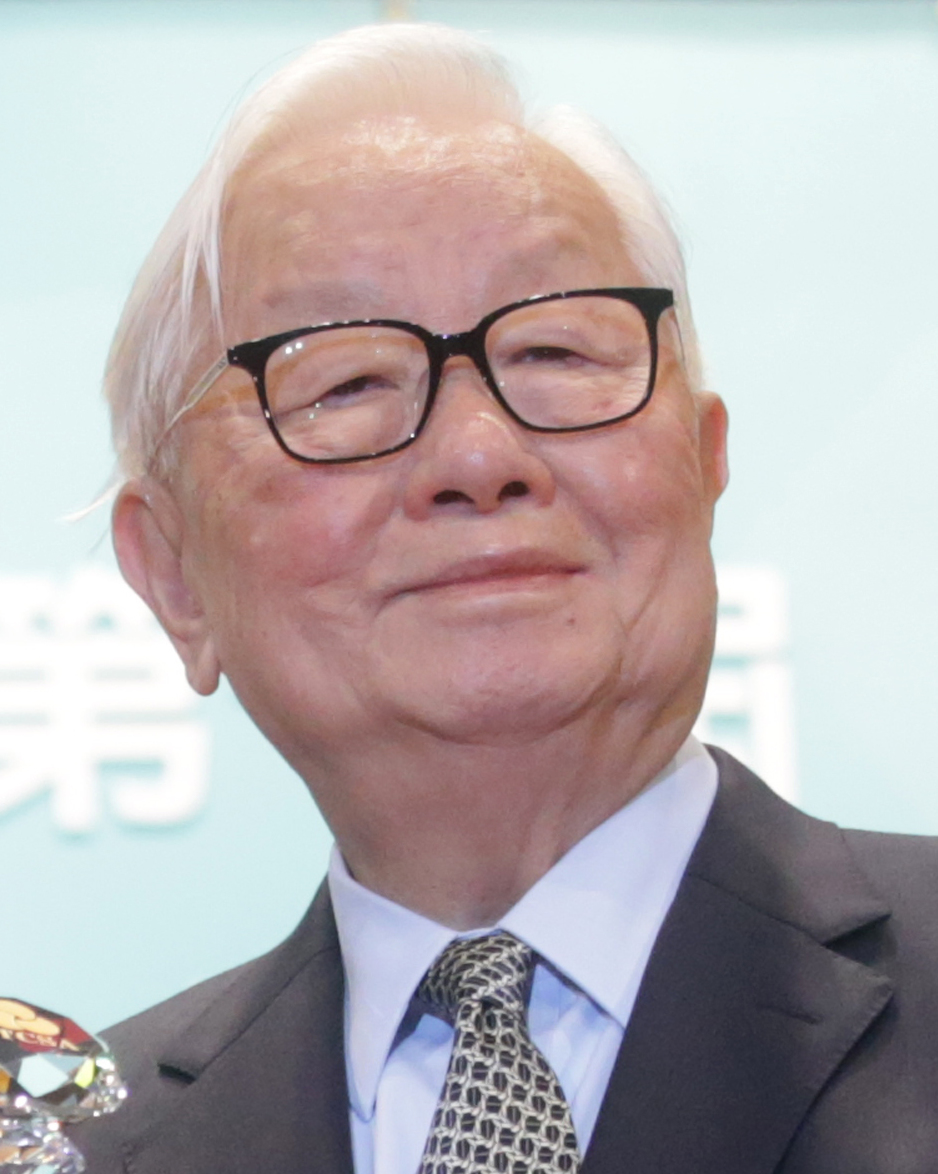
Oprichter Morris Chang (2017)

Taiwan Semiconductor Manufacturing Company, Limited (TSMC; Chinees: 台灣積體電路製造公司; pinyin: Táiwān Jī Tǐ Diànlù Zhìzào Gōngsī), ook bekend als Taiwan Semiconductor, is wereldwijd de grootste onafhankelijke fabrikant van halfgeleiders. Het hoofdkantoor staat in de Taiwanese stad Hsinchu.

## Activiteiten
TSMC werd opgericht in 1987 door Morris Chang. Het is een zeer grote producent van halfgeleiders in opdracht van andere bedrijven. TSMC maakt geen eigen ontwerpen.
In 2020 realiseerde TSMC een omzet van 45 miljard dollar. De helft van de omzet werd behaald met de verkopen van halfgeleiders voor smartphones, 33% voor computers en iets minder dan 10% voor internet of things-toepassingen. Door de snelle technologische vernieuwingen in de sector besteedt TSMC bijna 9% van de omzet aan onderzoek en ontwikkeling. In 2019 had het bedrijf een capaciteit om zo'n 12 miljoen 12-inch equivalent wafers te produceren. Het heeft de middelen om chips te maken in de range van 0,25 micrometer tot 7 nanometer (nm). In 2019 was het omzetaandeel van de 7 nm technologie een kwart terwijl in 2017 dit nog nul procent was. TSMC is zeer winstgevend met een nettowinstmarge tussen de 30 en 35% van de omzet.
TSMC heeft acht fabrieken in Taiwan, twee in de Volksrepubliek China en een in de Verenigde Staten. Het had in 2019 een marktaandeel van 52% wereldwijd. Naar omzet gemeten zitten de belangrijkste klanten in Noord-Amerika met een omzetaandeel van 60%, China staat op de 2e plaats met 20% en Europa, Midden-Oosten en Afrika heeft een aandeel van 6%. Eind 2019 telde het 51.000 medewerkers. Mark Liu is de voorzitter van het bedrijf en C.C. Wei is de CEO en vicevoorzitter.
De aandelen van het bedrijf staan genoteerd aan de Taiwan Stock Exchange en de New York Stock Exchange (Ticker symbol: TSM).

### Resultaten
De activiteiten zijn zeer gespecialiseerd en TSMC behaalt hoge winstmarges. Door de snelle technologische veranderingen en de dure productieapparatuur zijn de investeringsuitgaven ook bijzonder hoog.
| Jaar | Omzet | Nettoresultaat | Investerings- uitgaven | Capaciteits- benutting |
| ---- | ----- | -------------- | ---------------------- | ---------------------- |
| 2000 | 166   | 22             | 104                    | 106%                   |
| 2005 | 267   | 75             | 80                     | 92%                    |
| 2010 | 420   | 164            | 187                    | 101%                   |
| 2015 | 843   | 307            | 258                    | 93%                    |
| 2020 | 1339  | 518            | 506                    | 94%                    |

## Geschiedenis
TSMC werd opgericht in 1987 door de Chinees Morris Chang. In zijn jeugd verhuisde hij van Hongkong naar de Verenigde Staten om te studeren. Hij kwam in 1955 in dienst bij de halfgeleiderdivisie van Sylvania Electric Products. Drie jaar later stapte hij over naar Texas Instruments (TI). Zijn carrière ging hier voorspoedig maar na 25 jaar besloot hij in 1983 te vertrekken. Bij TI was hij betrokken bij de productie van halfgeleiders voor IBM. Na een korte periode bij General Instrument Corporation vertrok hij naar Taiwan om leiding te geven aan het Industrial Technology Research Institute, een door de overheid gesponsorde non-profitorganisatie met als doel de industriële en technologische ontwikkeling in Taiwan te bevorderen. Medio 2018 ging hij met pensioen en verliet TSMC na ruim 30 jaar.
Bij de oprichting in 1987 waren de eerste aandeelhouders van TSMC de Taiwanese overheid met 21% van de aandelen, Koninklijke Philips (28%) en de rest was in handen van een aantal kleinere beleggers. In 1996 begon Philips het belang stapsgewijs af te bouwen. In oktober 1997 had Philips nog 28,6% van de aandelen in handen. In 2005 was het belang gedaald naar 16,6%. In 2007 maakte Philips bekend het resterend belang van 16,2%, toen met een waarde van US$ 8,5 miljard, te gaan verkopen. In 2008 werden de laatste aandelen afgestoten.
De meeste van de leidende fabless halfgeleiderbedrijven zoals Qualcomm, Nvidia, Advanced Micro Devices (AMD), MediaTek, Marvell and Broadcom Inc. outsourcen de fabricage van hun chips aan TSMC. Daarnaast besteden ook kleinere bedrijven hun chipproductie uit aan TSMC zoals Spectra7, Spreadtrum, AppliedMicro, Allwinner Technology en HiSilicon. Leidende bedrijven binnen de fabricage van programmable logic devices (PLD's) zoals Xilinx en voorheen ook Altera maakte en/of maken nog steeds gebruik van TSMC-diensten als foundry.
Sommige integrated device manufacturers die hun eigen halfgeleiderfabricagefabriek hebben zoals Intel, STMicroelectronics and Texas Instruments outsourcen soms een deel van hun productie aan TSMC.
In 2011 werd bekend dat TSMC aan de proeffabricage werkte van de Apple A5 SoC en Apple A6 SoC voor Apples toestellen de iPad en iPhone. Daarna outsourcete Apple vanaf mei 2014 ook zijn Apple A8 en Apple A8X Soc's aan TSMC, en later ook de Apple A9 SoC aan TSMC en Samsung, om zo het volume te vergroten voor de lancering voor de iPhone 6s. De Apple A9X werd wel weer exclusief door TSMC gefabriceerd. Apple is TSMC's belangrijkste klant geworden.
In december 2010 bereikte TSMC een beurswaarde van NT$ 1,9 biljoen (ca. US$ 63 miljard) en 10 jaar later was dit vertienvoudigd naar US$ 600 miljard. Het stond op de 361ste plaats in de Fortune Global 500-lijst gemeten naar de omzet in 2019.
In juli 2012 maakte het Nederlandse ASML bekend dat diverse technologiebedrijven, die ook belangrijke afnemers zijn, partner worden in het zogenaamde Customer Co-Investment Program dat zich richt op onderzoek en ontwikkeling van een nieuwe generatie lithografietechnologieën in de komende zes jaar. TSMC was een van de investeerders. In augustus kocht TSMC voor € 838 miljoen een aandelenbelang van 5% in ASML en beloofde ook € 276 miljoen in het project te investeren. Op 16 januari 2015 werd bekend dat TSMC het pakket aandelen uit 2012 met ongeveer een half miljard euro winst had doorverkocht aan een grote investeerder.
In november 2020 kreeg TSMC toestemming om een fabriek te bouwen in de Amerikaanse staat Arizona. De fabriek vergt een investering van US$ 12 miljard en zal omstreeks 2025 in productie komen en dan zo'n 1900 medewerkers tellen. Het besluit was mede genomen nadat de regering-Trump bekendmaakte meer essentiële elektronica in het land te willen produceren om zo minder afhankelijk te worden van buitenlandse leveranciers. In december 2022 werd een tweede fabriek aangekondigd en deze vergt een investering van US$ 28 miljard. De fabriek komt omstreeks 2026 in productie en zal 3 nm chips maken. Eenmaal gereed zullen bij de twee fabrieken zo'n 4500 mensen werken en ruim 600.000 wafers per jaar maken.
In augustus 2023 maakte TSMC bekend te investeren in een nieuwe fabriek voor halfgeleiders in Dresden. De fabriek vergt een investering van circa € 10 miljard en eenmaal gereed biedt het werk aan 2000 personen. TSMC doet dit project met drie Europese partners, Bosch, Infineon en NXP die elk 10% voor hun rekening nemen, TSMC houdt 70% van de aandelen. Samen richten de vier bedrijven de European Semiconductor Manufacturing Company (ESMC) op, een joint venture. De fabriek gaat voornamelijk chips produceren voor de auto-industrie en de productie zal eind 2027 beginnen.